# Pointe de la Grande Vigie
Pointe de la Grande Vigie er det nordligste punkt på Grande-Terre i det franske oversøiske departement Guadeloupe, og dermed også det nordligste sted i Guadeloupe i det hele taget.
Det ligger omkring 6 kilometer nordøst for Anse-Bertrand, og er en klippehalvø med lodrette kalkstensklipper der er op til 80 meter høje, der minder om de østlige franske kyster Normandiet og Bretagne. Udsat for passatvinde og havsprøjt, har den en skarp og Xerofytisk vegetation, og der næsten ingen bebyggelse. Dens stejle klinter gør adgangen fra havet vanskelig.
I klart vejr er der fra Pointe de la Grande Vigie oen storslåetudsigt over Grande-Terre's lavland mod syd, og til øerne Montserrat, 80 kilometer mod nordvest, Antigua, 70 kilometer mod nord og La Désirade, 50 kilometer mod sydøst.

## Eksterne kilder og henvisninger
- Wikimedia Commons har flere filer relateret til Pointe de la Grande Vigie
- Office de tourisme d'Anse Bertrand — Officiel site for Anse-Bertrand Turistkontor.

16°30′46″N 61°27′54″V / 16.51278°N 61.46500°V